# سوگلیگت
سوگلیگت (به مجاری:  Szögliget) یک شهرداری در مجارستان است که در ناحیه ادلنی واقع شده‌است. سوگلیگت ۳۴٫۷۵ کیلومتر مربع مساحت و ۶۶۱ نفر جمعیت دارد.